# Васил Антонов (революционер)
Васил Антонов е български революционер, деец на Македонската федеративна организация и Вътрешната македонска революционна организация (обединена).

## Биография
Учи в Битолската българска гимназия, където е съученик с Петър Шанданов. След войните за национално освободение е привърженик на Македонската федеративна организация. След разгрома на организацията емигрира в Париж, където става член на Временния секретариат МФО или така наречената Парижка група заедно с Васил Христов, Иван Грашев, Димитър Христов и Йордан Анастасов. С тях влиза в контакт чрез Христо Янков ВМРО (обединена). След дълги преговори, в които федералистите искат изменения на устава, представителство в ЦК и наричат Обединената „сбор от личности“, на 15 юли 1928 г. е подписан обединителен протокол и Анастасов става техен представител в ЦК в Берлин. На път за конференция на ВМРО (обединена) в Цариград, Антонов се среща за кратко с лидера на протогеровистите във ВМРО Петър Шанданов в къщата на Михаил Шкартов и го кани за среща. В началото на 1929 година Антонов посредничи на Шанданов при срещата му в Париж с лидерите на ВМРО (обединена) Димитър Влахов, Владимир Поптомов и Йордан Анастасов, която поставя началото на сближаването на ВМРО (протогеровисти) с ВМРО (обединена).